# Lizières
Lizières ist eine Gemeinde in Frankreich. Sie gehört zur Region Nouvelle-Aquitaine, zum Département Creuse, zum Arrondissement Guéret und zum Kanton Le Grand-Bourg. Sie grenzt im Norden an Noth, im Osten an Saint-Priest-la-Plaine, im Südosten an Le Grand-Bourg, im Südwesten und im Westen an Saint-Priest-la-Feuille und im Nordwesten an La Souterraine.

## Bevölkerungsentwicklung
| Jahr      | 1962 | 1968 | 1975 | 1982 | 1990 | 1999 | 2008 | 2012 |
| --------- | ---- | ---- | ---- | ---- | ---- | ---- | ---- | ---- |
| Einwohner | 390  | 355  | 310  | 313  | 303  | 284  | 266  | 366  |